# 270 г. пр.н.е.
270 (двеста и седемдесета) година преди новата ера (пр.н.е.) е година от доюлианския (Помпилийски) римски календар.

## Събития

### В Римската република
- Консули са Гай Генуций Клепсина (за II път) и Гней Корнелий Блазион.
- Римска армия превзема Региум и унищожава наемническия му гарнизон. 300 оцелели кампаниици са оковани и заведени в Рим, където са екзекутирани на Форума.[1] След това градът е върнат на обитатели му.[2]

### В Гърция
- Антигон II Гонат си връща контрола над Евбея, след което води поход срещу Мегара в опит да си върне и този град. В армията му се твърди, че имало много слонове, които хитрите жители на Мегара подплашили като пуснали срещу тях намазани със запалителна смес и подпалени прасета.[3][notes 1]

## Родени
- Хасдрубал Красивия, картагенски военачалник (умрял 221 г. пр.н.е.)

## Починали
- Арсиноя II, дъщеря на диадох Птолемей I (роден 316 г. пр.н.е.)
- Епикур, древногръцки философ, основоположник на епикурейството (роден 342 г. пр.н.е.)
- Маний Курий Дентат, римски политик и военачалник

Бележки:
1. ↑  Според други източници („Ptolemy II Philadelphus and his World“ от Paul McKechnie на стр. 81) това събитие е станало по-късно тъй като Антигон е можел да разполага с бойни слонове не по-рано от времето на Хремонидовата война.